# Нью-Кенсінгтон (Пенсільванія)
Нью-Кенсінгтон (англ. New Kensington) — місто (англ. city) в США, в окрузі Вестморленд штату Пенсільванія. Населення — 12 170 осіб (2020).

## Географія
Нью-Кенсінгтон розташований за координатами 40°34′15″ пн. ш. 79°45′14″ зх. д. / 40.57083° пн. ш. 79.75389° зх. д. (40.570946, -79.753923). За даними Бюро перепису населення США в 2010 році місто мало площу 10,90 км², з яких 10,23 км² — суходіл та 0,67 км² — водойми.

## Демографія
Згідно з переписом 2010 року, у місті мешкало 13 116 осіб у 5970 домогосподарствах у складі 3511 родини. Густота населення становила 1204 особи/км². Було 6900 помешкань (633/км²).
Расовий склад населення:
| - 84,1 % — білих - 10,6 % — чорних або афроамериканців - 0,5 % — азіатів - 0,2 % — корінних американців |

До двох чи більше рас належало 4,3 %. Частка іспаномовних становила 1,5 % від усіх жителів.
За віковим діапазоном населення розподілялося таким чином: 20,3 % — особи молодші 18 років, 60,2 % — особи у віці 18—64 років, 19,5 % — особи у віці 65 років та старші. Медіана віку мешканця становила 45,3 року. На 100 осіб жіночої статі у місті припадало 88,3 чоловіків; на 100 жінок у віці від 18 років та старших — 84,9 чоловіків також старших 18 років.
Середній дохід на одне домашнє господарство становив 51 284 долари США (медіана — 38 355), а середній дохід на одну сім'ю — 64 934 долари (медіана — 56 456). Медіана доходів становила 42 197 доларів для чоловіків та 35 476 доларів для жінок. За межею бідності перебувало 23,3 % осіб, у тому числі 44,9 % дітей у віці до 18 років та 10,3 % осіб у віці 65 років та старших.
Цивільне працевлаштоване населення становило 5504 особи. Основні галузі зайнятості: освіта, охорона здоров'я та соціальна допомога — 24,6 %, виробництво — 14,3 %, роздрібна торгівля — 12,3 %, мистецтво, розваги та відпочинок — 11,0 %.

## Персоналії
- Едді Адамс (1933—2004) — американський журналіст, фотокореспондент.